# 第29回全国高等学校ラグビーフットボール大会
第29回全国高等学校ラグビーフットボール大会（だい29かいぜんこくこうとうがっこうラグビーフットボールたいかい）は、1950年（昭和25年）1月に西宮球技場で開催された全国高等学校ラグビーフットボール大会である。

## 概要
今大会で開催会場は西宮球技場に戻った。また今大会まで参加校数が8校だったが次回から2倍の16校に増えた。（第35回大会まで）

## 参加校
- 秋田工（秋田県）（4年連続16回目）
- 高崎（群馬県）（初出場）
- 久居東（三重県）（初出場）
- 天王寺（大阪府）（3年ぶり10回目）
- 村野工（兵庫県）（8年ぶり3回目）
- 鳴門（徳島県）（初出場）
- 福岡（福岡県）（3年ぶり16回目）
- 大淀（宮崎県）（初出場）

## 試合結果

### 1回戦
- 福岡 19-0久居東
- 村野工 19-3高崎
- 秋田工 33-0鳴門
- 天王寺 20-9大淀

### 準決勝
- 福岡 9-6村野工
- 秋田工 19-3天王寺

### 決勝
秋田工が3年連続5回目の優勝を果たした。
- 秋田工 14-3福岡